# هامون هیرمند
هامون هیرمند یا هامون هلمند نام دریاچه‌ای در ایران و یکی از تالاب‌های تشکیل‌دهنده دریاچه هامون
است. این دریاچه خود از دو دریاچه کوچک‌تر شمالی و بزرگ‌تر جنوبی تشکیل شده که درازای بخش شمالی ۱۵ کیلومتر و پهنای آن ۱۵ کیلومتر و بیشینه درازای بخش جنوبی آن ۴۲ کیلومتر و میانگین پهنای آن ۷٫۵ کیلومتر است. مساحت این دو دریاچه روی هم بیش از ۱۵۰۰ کیلومتر مربع است که این مقدار در فصل‌های پربارش به ۳٬۰۰۰ کیلومتر مربع نیز می‌رسد. رود هیرمند تغذیه‌کننده اصلی این دریاچه است.
هامون دارای سه بخش هامون صابری، هامون پوزک و هامون صابری است. به‌طور کلی تالاب‌های دریاچه هامون دارای عمق متوسطی بین ۱ تا ۵ متر می‌باشد. هامون هیرمند برخلاف دو دریاچه دیگر تماماً در خاک ایران قرار گرفته‌است.